# Peter Zorn

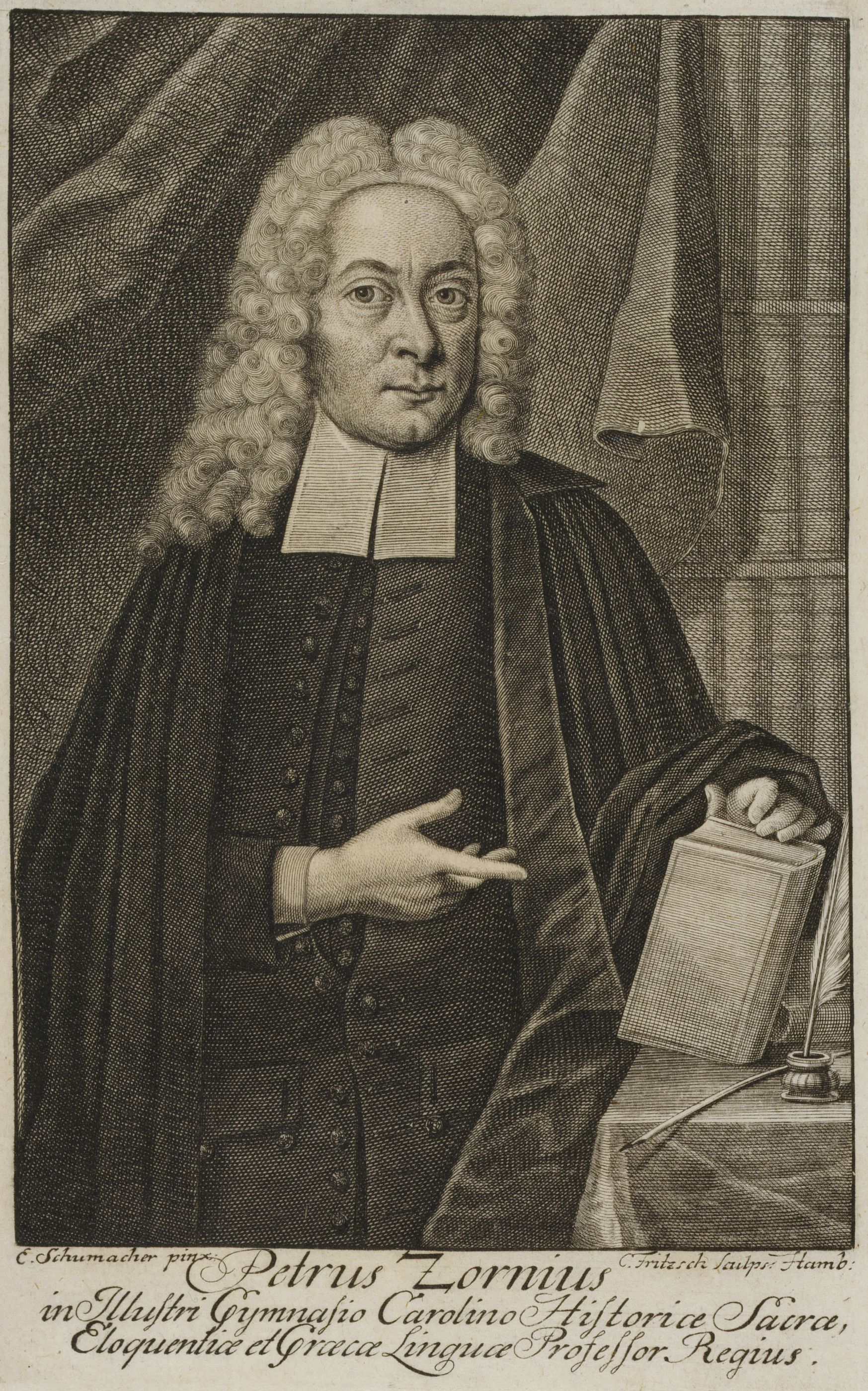
Kupferstich von Christian Fritzsch

Peter Zorn (auch Petrus Zorn; * 22. Mai 1682 in Hamburg; † 23. Januar 1746 in Berlin) war ein deutscher lutherischer Theologe, Historiker, Gräzist und Hebräist. Er benutzte auch das Pseudonym Theophilus Amelii.
Zorn studierte in Leipzig und Wittenberg. Im Wintersemester 1705/06 schrieb er sich an der Universität Rostock als Graduierter ein und absolvierte dort ein Examen sowie eine Disputation an der Theologischen Fakultät. Er hielt in Giessen und Kiel Vorlesungen über griechische Sprache und Geschichte. 1715 wurde er Rektor am Gymnasium in Plön. Ab 1720 war er als Privatgelehrter in Hamburg. 1725 wurde er Professor für Geschichte und Beredsamkeit in Stettin. Ab 1739 war er Rektor am Gymnasium in Thorn und dort Stadtbibliothekar. Zuletzt lebte er als Privatgelehrter in Berlin.
Zorn galt als vielseitig gebildeter Gelehrter, der sich in zahlreichen Büchern insbesondere mit Kirchengeschichte, Geschichte des Altertums und Theologie, aber auch zum Beispiel mit jüdischer Geschichte und Numismatik befasste. Er galt als streitbar.

## Werke
- Dissertatio historico-theologica inauguralis de επικληςει veterum ad Spiritum S. in S. coena, Rostock 1705
- Bibliotheca Antiquaria et Exegetica in Universam Scripturam, Frankfurt 1724, 2 Bände
- Historia Fisci judaici sub imperio veterum Romanorum, Altona 1734
- Historica bibliorum ex Ebraeorum diebus festis et jejuniis illustr., Leipzig 1741
- Historia bibliorum pictorum ex antiquitatibus Ebr. et Christ. illustrata, Leipzig 1743
- Historia bibliorum manualium, 1738
- Historia eucharistiae infantium, Berlin 1736
- Opuscula sacra, Altona 1731
- M. Petri Zornii Gründliche Ausführung, Daß die Lutherische Warheit Einige Reformirte So weit überwunden, daß sie auch wider ihren Willen … derselben Warheit gute Zeugnisse beylegen müssen, und daß sie demnach verbunden seyn zur Luthrischen Religion zutreten: Nebst zween Kurtzen Bedencken, Deren 1. Handelt von des Georgii Polii Exorcismo und das 2. Von Samuelis Strimesii nichtigen Anmerckungen über die fürnehmste Colloquia, zur Erläuterung des Autoris Historiæ Colloquiorum. Hamburg: Christian Liebezeit, 1705.
- Die schon längst-verlangte Historia, Derer zwischen denen Lutherischen und Reformirten Theologis gehaltenen Colloqviorum, In welchen theils die Lutherische Kirche von den falschen Beschuldigungen der heutigen Reformirten … befreyet wird; theils die vergebliche Hoffnung/durch Colloqvia eine Union zu verschaffen/gründlich gezeiget wird …: Samt beygefügter Erinnerung von der Reformirten Lehre/wie selbige mit dem Papismo, Fanaticismo und Socinismo in sehr vielen Stücken überein kömmt Hamburg: Liebezeit, 1705.
- Petri Zornii Tractatus de libertatibus ecclesiae Gallicanae antiquae et hodiernae … Ex praelectionibus academicis, in quibus Galliam schismaticam, exhibuit. Acc. Appendix in qua autor se defendit … (Stricturae ad) nuperrimas Joh. Fabricii Rostochii: Wepplingius, [ca. 1705]
- Denen Magnifico Hoch- und Wohl-Ehrwürdigen, Hoch- und Wohlgelahrten Herren … Johanni Cypriano, … Joh. Alberto Fabricio, … Justo Corthum, … Wünschet den unüberschwenglichen Schatz der Gnade Gottes [S.l.], [1704]
- Dissertatio Historico-Theologica De Catacombis Seu Cryptis Sepulchralibus SS. Martyrum, In Qua Burnetti, Missonii Et Aliorum Sententia Defenditur Contra Mabillonium, Ciampinum, Bosium Et Alios Romanenses Lipsiæ: Brandenburger, 1703.
- Theoph. Amelii Erörterung der dunckelsten und schwersten Schrifft-Stellen im Alten Testament Köln: Peter Marteau 1705 ff., auch in 2 Bänden, Leipzig, Frankfurt 1728
- Dissertatio de Atheniensium sarcasmo, in S. Paulum spermologon, e lectionibus antiquitatum Romanarum [et] Graecarum Kilonii: Reuther, 1710.